# Igreja Matriz de Santo Varão
A Igreja Matriz de Santo Varão, também referida como Igreja Paroquial de Santo Varão e Igreja de São Martinho, localiza-se em Santo Varão, no Município de Montemor-o-Velho.
É dedicada a São Martinho, encontrando-se no seu altar mor a sua imagem, em substituição de um painel, data do início do século passado, referente ao mesmo santo.
A administração da Igreja Matriz de Santo Varão é da responsabilidade da sua Fábrica da Igreja Paroquial.
A Igreja Matriz foi alvo de obras de restauro da sua nave principal e do seu exterior, ainda estando em fase de conclusão o arranjo do seu adro, em virtude da requalificação urbana de Santo Varão. As obras de restauro só foram concretizadas graças ao forte apoio da Liga de Amigos de Santo Varão.